# José Antogna
José Fernando Antogna (* 21. Dezember 1976) ist ein argentinischer Bahn- und Straßenradrennfahrer.
José Antogna gewann 2003 eine Etappe bei der Vuelta a Mendoza und drei Teilstücke bei der Vuelta al Valle. Bei der Vuelta al Valle konnte er außerdem die Gesamtwertung für sich entscheiden. In der Saison 2005 war er bei der dritten Etappe des Clásica del Oeste-Doble Bragado erfolgreich. 2006 gewann er beim Clásica del Oeste-Doble Bragado zwei Etappen. In der Saison 2007 gewann er bei der Tour de San Luis den Prolog und die zweite Etappe. Außerdem gewann er den Clasica 1° de Mayo Argentina und zwei Etappen bei der Vuelta al Valle. 2008 war Antogna beim Mannschaftszeitfahren des Clásica del Oeste-Doble Bragado erfolgreich.

## Erfolge – Straße
2007
- zwei Etappen Tour de San Luis

## Teams
- 2011 Jamis-Sutter Home
- 2012 Jamis-Sutter Home

- 2014 Municipalidad 3 de Febrero